# Hypopyra bimaculifera
Hypopyra bimaculifera är en fjärilsart som beskrevs av Embrik Strand 1914. Hypopyra bimaculifera ingår i släktet Hypopyra och familjen nattflyn. Inga underarter finns listade i Catalogue of Life.